# Лишин, Николай Андреевич
Николай Андреевич Лишин (1843—1905) — русский архитектор и общественный деятель, действительный статский советник.

## Биография
Родился 27 июня 1843 года в Петербурге в семье Лишина Андрея Фёдоровича.
Окончив Императорский институт инженеров путей сообщения в 1865 году, был направлен на службу в Одессу архитектором-строителем. С 1870 года был заведующим первой линией железной дороги, соединяющей Одессу с Днестром. В 1874 году Лишин был назначен товарищем секретаря Одесского отделения Русского технического общества. С 1878 по 1884 годы работал архитекторам института по строительству железных дорог и помощником инспектора Одесской железнодорожной линии.
С 1883 года, в течение 20 лет, был правительственным наблюдателем в Техническом железнодорожном училище и на железной дороге, председателем Городского народного училища. С 1884 года Николай Андреевич был членом правления общества взаимного кредита и членом театральной комиссии Одесского оперного театра. В 1886 году стал почётным мировым судьёй, статским советником, Гласным городской думы, членом правления Общества взаимного кредита.
Был ранен при беспорядках в Одессе 19 октября 1905 года, умер 26 октября. Был похоронен в своем имении Нивное Мглинского уезда Черниговской губернии, в склепе на территории церкви, строителем которой он являлся (на средства своего отца — Андрея Фёдоровича).

## Архитектурная работа
В своей архитектурной деятельности употреблял формы неоренессанса, неоготики и эклектики. В 1886 году руководил строительством здания Одесской конторы Госбанка (по проекту В. Ф. Мааса). В 1893 году спроектировал и построил госпиталь за Итальянским бульваром в районе Аркадии. Им сооружены также в Одессе фабрично-заводская больница Красного Креста и здание Касперовской Общины и церкви при ней.